# Hedycarya denticulata
Hedycarya denticulata är en tvåhjärtbladig växtart som beskrevs av Perk. & Gilg. Hedycarya denticulata ingår i släktet Hedycarya och familjen Monimiaceae. Inga underarter finns listade i Catalogue of Life.